# 難波清人

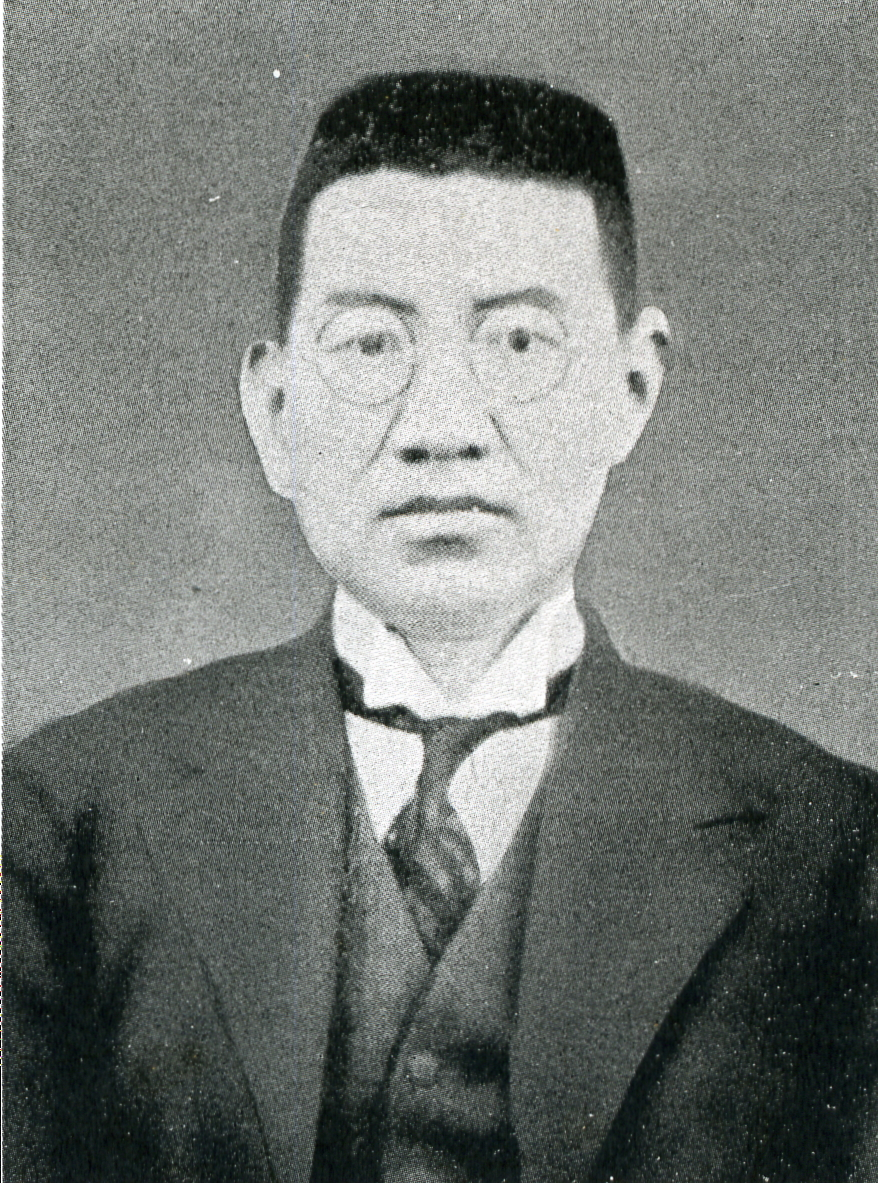
難波清人

難波 清人（なんば きよと、1888年（明治21年）8月28日 - 1940年（昭和15年）10月11日）は、日本の政治家、新聞記者。

## 経歴
岡山県上道郡平井村（現・岡山市）出身。中学時代は柔道で鍛えていて喧嘩っ早く、岡山中学校、関西中学校、金川中学校を喧嘩で退校処分となり、最終的には京都の中学校に進んだ。1913年、明治大学法律科卒業。中外商業新報（現日本経済新聞）経済市場部長、金川中学校理事長などを経て、1926年の土居通憲辞職に伴う補欠選挙で犬養毅の支援を受けて衆院議員に当選。昭和会や立憲政友会に所属。
1927年（昭和2年）、清瀬一郎を殴打するなど議会乱闘事件に関与したとして公務執行妨害、傷害の容疑で起訴。同年12月16日に懲役三か月、執行猶予1年の判決を受ける。
1928年の衆院選は落選するが、1930年の衆院選・1932年の衆院選には当選。犬養毅の「懐刀」「秘蔵っ子」と呼ばれ、五・一五事件の当日には事件の30分前まで犬養と話し込んでいた。この時、難波は犬養から夕飯を勧められたが、親交のあった坂井大輔の初七日に行かなければならなかったため犬養のもとを退去した。1936年の衆院選で落選後、鉄道疑獄事件において収賄罪で起訴されるが無罪判決となる。